# Rodri Mendoza
Rodrigo Mendoza Martinez Moya (Molina de Segura, 15 marzo 2005) è un calciatore spagnolo, centrocampista dell'Elche.

## Carriera

### Club
Cresciuto nel settore giovanile dell'Elche, nel 2021 è stato assegnato alla seconda squadra dove ha debuttato in Tercera División RFEF. Il 12 novembre 2022 ha debuttato in prima squadra nell'incontro di Coppa del Re vinto 3-0 contro l'Alcora e dodici giorni dopo ha firmato un contratto professionistico.
All'inizio della stagione 2023-2024 è stato promosso stabilmente in prima squadra ed il 13 gennaio 2024 ha segnato il suo primo gol decidendo la trasferta di Segunda División contro il Tenerife.

### Nazionale
Ha giocato nelle nazionali giovanili spagnole Under-17, Under-18 ed Under-19.

## Statistiche

### Presenze e reti nei club
Statistiche aggiornate al 22 marzo 2025.
| Stagione        | Squadra         | Campionato      | Campionato | Campionato | Coppe nazionali | Coppe nazionali | Coppe nazionali | Coppe continentali | Coppe continentali | Coppe continentali | Altre coppe | Altre coppe | Altre coppe | Totale | Totale | Totale |
| Stagione        | Squadra         | Comp            | Pres       | Reti       | Comp            | Pres            | Reti            | Comp               | Pres               | Reti               | Comp        | Pres        | Reti        | Pres   | Reti   |        |
| --------------- | --------------- | --------------- | ---------- | ---------- | --------------- | --------------- | --------------- | ------------------ | ------------------ | ------------------ | ----------- | ----------- | ----------- | ------ | ------ | ------ |
| 2021-2022       | Elche Ilicitano | TDR             | 10         | 0          | -               | -               | -               | -                  | -                  | -                  | -           | -           | -           | 10     | 0      |        |
| 2022-2023       | Elche Ilicitano | TF              | 9          | 0          | -               | -               | -               | -                  | -                  | -                  | -           | -           | -           | 9      | 0      |        |
| 2023-2024       | Elche Ilicitano | TF              | 3          | 1          | -               | -               | -               | -                  | -                  | -                  | -           | -           | -           | 3      | 1      |        |
| 2022-2023       | Elche           | PD              | 0          | 0          | CR              | 1               | 0               | -                  | -                  | -                  | -           | -           | -           | 1      | 0      |        |
| 2023-2024       | Elche           | SD              | 23         | 1          | CR              | 3               | 1               | -                  | -                  | -                  | -           | -           | -           | 26     | 2      |        |
| 2024-2025       | Elche           | SD              | 21         | 1          | CR              | 3               | 1               | -                  | -                  | -                  | -           | -           | -           | 24     | 2      |        |
| Totale carriera | Totale carriera | Totale carriera | 66         | 3          |                 | 7               | 2               |                    | -                  | -                  |             | -           | -           | 73     | 5      |        |